# Стриганова, Александра Романовна
Александра Романовна Стриганова (1902—1983) — советский учёный, специалист в области физиологии животных.

## Биография
Родилась и выросла в с. Заречье Тверской губернии.
С 1937 года — научный сотрудник, старший научный сотрудник Института морфологии животных АН СССР.
Похоронена в Москве на Даниловском кладбище.

## Сочинения
- Реактивность и восстановительная способность: денервированной мышцы на разных стадиях атрофии. Александра Романовна Стриганова. Изд-во Академии наук СССР, 1961 — Всего страниц: 144
- Органогенез сельскохозяйственных животных: сборник статей. Александра Романовна Стриганова. Наука, 1971 — Всего страниц: 201
- Восстановительные процессы в скелетной мускулатуре [Текст] / А. Н. Студитский, А. Р. Стриганова ; АН СССР, Ин-т морфологии животных им. А .Н. Северцова. — М. : АН СССР, 1951. — 172 с.: ил. ; 27 см. — Библиогр.: с. 166—170. — 4000 экз.

## Награды и звания
Кандидат биологических наук.
Сталинская премия 1952 года — за соавторство труда «Восстановительные процессы в скелетной мускулатуре» (1951). Суть этой глубоко антинаучной работы профессор Я. Л. Рапопорт описал так:

А. Н. Студитский извлекал у животного прямую мышцу бедра из её ложа и превращал её в кашицеобразную массу. Этой массой он заполнял затем освободившееся ложе. Спустя некоторое время на месте этой массы образовалась нормально сформированная и функционирующая мышца. За эту работу ему и его сотруднице А. Р. Стригановой была присуждена Сталинская премия. Вскоре А. Р. Стриганова отмежевалась от этой работы, и возник конфликт между ней и шефом.— Рапопорт Я. Л. На рубеже двух эпох. Дело врачей 1953 года

## Семья
- Муж — Рафаил Исаакович Белкин (1894—1964), доктор биологических наук, профессор, специалист в области биологии развития.
  - Дочь — Белла Рафаиловна Стриганова (25 марта 1932 — 6 марта 2017).